# Marché de partenariat
Le marché de partenariat est un contrat de la commande publique français défini par l'article L1112-1 du Code de la commande publique. Il remplace les contrats de partenariat  créés en 2004 par ordonnance du 17 juin 2004 à compter de l'entrée en vigueur de l'ordonnance n° 2015-899 du 23 juillet 2015 relative aux marchés publics, le 1er avril 2016.

## Définition juridique
Le marché de partenariat est défini par le Code de la commande publique dans les termes suivants :
"Un marché de partenariat est un marché public qui a pour objet de confier à un opérateur économique ou à un groupement d'opérateurs économiques une mission globale ayant pour objet la construction, la transformation, la rénovation, le démantèlement ou la destruction d'ouvrages, d'équipements ou de biens immatériels nécessaires au service public ou à l'exercice d'une mission d'intérêt général et tout ou partie de leur financement. Le titulaire du marché de partenariat assure la maîtrise d'ouvrage de l'opération à réaliser.
Cette mission globale peut en outre comprendre :

1° Tout ou partie de la conception des ouvrages, équipements ou biens immatériels ;

2° L'aménagement, l'entretien, la maintenance, la gestion ou l'exploitation d'ouvrages, d'équipements ou de biens immatériels ou une combinaison de ces éléments ;

3° La gestion d'une mission de service public ou des prestations de services concourant à l'exercice, par la personne publique, de la mission de service public dont elle est chargée."

## Conditions de passation

### Acheteurs autorisés
En vertu de l'article L2211-1 du même code, tout acheteur est autorisé à conclure un marché de partenariat, à l'exception des organismes, autres que l'Etat, relevant de la catégorie des administrations publiques centrales dont la liste est établie par l'arrêté mentionné au I de l'article 12 de la loi du 28 décembre 2010 de programmation des finances publiques pour les années 2011 à 2014, ainsi que les établissements publics de santé et les structures de coopération sanitaire dotées de la personnalité morale publique.
L'Etat peut toutefois conclure un marché de partenariat pour le compte d'un acheteur non autorisé, sous réserve que :

1° Le ministère de tutelle ait procédé à l'instruction du projet ;

2° L'opération soit soutenable au regard de ses conséquences sur les finances publiques et sur la situation financière de la personne publique.

### Seuils financiers
Les acheteurs ne peuvent recourir au marché de partenariat que si la valeur de ce marché est supérieure aux seuils fixés par voie réglementaire en fonction de la nature et de l’objet du contrat, des capacités techniques et financières de l’acheteur et de l’intensité du risque encouru. 
L'article R2211-1 du Code de la commande publique fixe ces seuils à :

1°  2 millions d’euros hors taxes lorsque l’objet principal du marché de partenariat porte sur des biens immatériels, des systèmes d’information ou des équipements autres que des ouvrages ainsi que lorsque le contrat comporte des objectifs chiffrés de performance énergétique et prévoit que la rémunération du titulaire tient compte de l’atteinte de ces objectifs ;

2°  5 millions d’euros hors taxes lorsque l’objet principal du marché de partenariat porte sur :

a) Des ouvrages d’infrastructure de réseau, notamment dans le domaine de l’énergie, des transports, de l’aménagement urbain et de l’assainissement ;

b) Des ouvrages de bâtiment lorsque la mission confiée au titulaire ne comprend aucun des éléments mentionnés aux 2° et 3° de L. 1112-1 ;

3°  10 millions d’euros hors taxes lorsque l’objet principal du marché de partenariat porte sur des prestations ou des ouvrages autres que ceux mentionnés aux 1° et 2° du présent article.

### Bilan plus favorable
En vertu de l'article L2211-6 du Code de la commande publique, la procédure de passation d'un marché de partenariat ne peut être engagée que si l'acheteur démontre que, compte tenu des caractéristiques du projet envisagé, des exigences de service public ou de la mission d'intérêt général dont l'acheteur est chargé, ou des insuffisances et difficultés observées dans la réalisation de projets comparables, le recours à un tel contrat présente un bilan plus favorable, notamment sur le plan financier, que celui des autres modes de réalisation du projet. Le critère du paiement différé ne saurait à lui seul constituer un avantage.

## Objectifs de la réforme des marchés publics du 23 juillet 2015

### Mettre en cohérence du droit français et du droit européen
La réforme du droit de la commande publique a permis de mettre en cohérence le droit français et le droit européen autour de deux notions structurantes : les contrats de concession et les marchés publics, cette catégorie regroupant aussi les marchés de partenariat. Cette harmonisation est une exigence propre à garantir tant la sécurité juridique des procédures, indispensable pour tous les acteurs de la commande publique, publics comme privés, que la compétitivité de notre système juridique. Aucune législation spécifique ne s’appliquait jusqu’alors aux contrats de concession de services. L’absence de règles claires et harmonisées créait une insécurité juridique pour les opérateurs économiques comme pour les collectivités publiques. L’instauration d’un régime unique, applicable aux concessions de travaux et de services, permet de sécuriser les relations contractuelles.

### Mieux encadrer les partenariats public-privé
Si les partenariats public-privé constituent un levier important pour la conduite des investissements publics, la multiplication des outils contractuels était une source grandissante d’insécurité juridique et financière pour les différents acteurs. C’est pourquoi la réforme consacre le marché de partenariat comme formule contractuelle unique de partenariats public-privé. Pour mieux apprécier la pertinence du recours à ces contrats complexes, les marchés de partenariat seront désormais soumis à une démarche d'évaluation préalable renforcée. Cette évaluation sera systématiquement soumise à un organisme expert indépendant qui succède à la Mission d'appui aux partenariats public-privé (MAPPP). De même, l'étude de soutenabilité budgétaire, qui détermine si un projet est viable pour les finances de l'acheteur sera également soumise à l'avis des services compétents. Désormais, le recours au marché de partenariat se fera sur la base d’une analyse précise des différents montages envisageables et un bilan détaillé devra démontrer la pertinence du recours au marché de partenariat. En les encadrant, on sécurise les marchés de partenariats qui seront passés. 

### Établir un cadre plus favorable aux PME
Les « marchés de partenariat » (précédemment appelés « contrats de partenariat » ou partenariats publics-privés, PPP), qui représentent au total 15 milliards d’euros depuis 2005, doivent obligatoirement comporter une part réservée aux PME.